# Shiona Baird
Shiona Baird (* 14. September 1946 in Hereford) ist eine schottische Politikerin und Mitglied der Scottish Green Party.
Baird besuchte die Hereford High School, die Mary Erskine School in Edinburgh und studierte dann Sozialwissenschaften an der Universität Edinburgh. Anschließend war sie zunächst als Sozialarbeiterin in West Lothian tätig und unterhielt dann einen landwirtschaftlichen Betrieb in Dundee.

## Schottisches Parlament
Bei den ersten Schottischen Parlamentswahlen im Jahre 1999 trat Baird für die Scottish Green Party an. Sie bewarb sich jedoch nicht um das Direktmandat eines Wahlkreises, sondern kandidierte auf der Regionalwahlliste der Grünen in der Wahlregion North East Scotland. Da die Grünen infolge des Wahlergebnisses keinen Kandidaten entsenden konnten, verpasste Baird den Einzug in das neugeschaffene Schottische Parlament. Bei den folgenden Parlamentswahlen im Mai 2003 konnten die schottischen Grünen ihren Stimmenanteil ausbauen und Baird zog als erstplatzierte der Regionalwahlliste als einzige Grünenabgeordnete für North East Scotland in das Schottische Parlament ein. Obschon sie abermals auf dem ersten Rang der Regionalwahlliste der Grünen gesetzt war, verlor sie bei den Parlamentswahlen 2007 ihr Mandat und schied aus dem Parlament aus.